# Lepidochrysops
Lepidochrysops is een geslacht van vlinders van de familie van de Lycaenidae. De wetenschappelijke naam en de beschrijving van dit geslacht zijn voor het eerst gepubliceerd in 1923 door Hans Hedicke.

## Soorten
- L. abri Libert & Collins, 2001
- L. abyssiniensis (Strand, 1911)
- L. aethiopia (Bethune-Baker, 1923)
- L. albilinea Tite, 1959
- L. anerius (Hulstaert, 1924)
- L. ansorgei Tite, 1959
- L. arabicus Gabriel, 1954
- L. asteris (Godart, 1823)
- L. auratus Quickelberge, 1979
- L. australis Tite, 1964
- L. azureus (Butler, 1879)
- L. bacchus Riley & Corbet, 1938
- L. badhami Van Son, 1956
- L. balli Dickson, 1985
- L. barnesi Pennington, 1953
- L. braueri Dickson, 1966
- L. budama Van Someren, 1957
- L. butha (Starnd, 1911)
- L. caerulea Tite, 1961
- L. carsoni (Butler, 1901)
- L. chala Kielland, 1980
- L. chalceus Quickelberge, 1979
- L. chittyi Henning & Henning, 1994
- L. chloauges (Bethune-Baker, 1923)
- L. cinerea (Bethune-Baker, 1923)
- L. coxii (Pinhey, 1945)
- L. cupreus (Neave, 1910)
- L. delicata (Bethune-Baker, 1922)
- L. desmondi Stempffer, 1951
- L. dollmani (Bethune-Baker, 1923)
- L. dukei Cottrell, 1965
- L. dunni Larsen & Collins, 2003
- L. elgonae Stempffer, 1950
- L. ella Gardiner & Espeland, 2018
- L. erici Gardiner, 2003
- L. evae Gardiner, 2003
- L. flavisquamosa Tite, 1959
- L. forsskali Larsen, 1982
- L. frederikeae (Henning & Ball, 2013)
- L. fulvescens Tite, 1961
- L. fumosa (Butler, 1885)
- L. gigantea (Trimen, 1898)
- L. glauca (Trimen, 1887)
- L. grahami (Trimen, 1893)
- L. grandis Talbot, 1937
- L. guichardi Gabriel, 1949
- L. gydoae Dickson & Wykeham, 1994
- L. handmani Quickelberge, 1980
- L. haveni Larsen, 1983
- L. hawkeri (Talbot, 1929)
- L. heathi Gardiner, 1998
- L. hypopolia (Trimen, 1887)
- L. ignota (Trimen, 1887)
- L. intermedia (Bethune-Baker, 1922)
- L. inyangae (Pinhey, 1945)
- L. irvingi (Swanepoel, 1948)
- L. jacksoni Van Someren, 1957
- L. jamesi Swanepoel, 1971
- L. jansei Van Someren, 1957
- L. jefferyi (Swierstra, 1909)
- L. kennethi Kielland, 1986
- L. ketsi Cottrell, 1965
- L. kilimanjarensis (Strand, 1909)
- L. kitale (Stempffer, 1936)
- L. koaena (Strand, 1911)
- L. kocak  Seven, 1997
- L. labeensis Larsen & Warren-Gash, 2000
- L. labwor Van Someren, 1957
- L. lerothodi (Trimen, 1904)
- L. letsia (Trimen, 1870)
- L. leucon (Mabille, 1879)
- L. liberti Sáfián & Tropek, 2016
- L. littoralis Swanepoel & Vári, 1983
- L. loewensteini (Swanepoel, 1951)
- L. longifalces Tite, 1961
- L. lotana Swanepoel, 1962
- L. loveni (Aurivillius, 1922)
- L. lukenia Van Someren, 1957
- L. lunulifer (Ungemach, 1932)
- L. mashuna (Trimen, 1894)
- L. mcgregori Pennington, 1970
- L. methymna (Trimen, 1862)
- L. michaeli Gardiner, 2003
- L. michellae Henning & Henning, 1983
- L. miniata Gardiner, 2004
- L. mpanda Tite, 1961
- L. nacrescens Tite, 1961
- L. neavei (Bethune-Baker, 1922)
- L. negus (Felder & Felder, 1865)
- L. neonegus (Bethune-Baker, 1923)
- L. nigritia Tite, 1959
- L. nyika Tite, 1961
- L. oosthuizeni Swanepoel & Vári, 1983
- L. oreas Tite, 1964
- L. ortygia (Trimen, 1887)
- L. outeniqua Swanepoel & Vári, 1983
- L. pampolis (Druce, 1905)
- L. parsimon (Fabricius, 1775)
- L. patricia (Trimen, 1887)
- L. peculiaris (Rogenhofer, 1894)
- L. penningtoni Dickson, 1969
- L. pephredo (Trimen, 1889)
- L. phoebe Libert, 2001
- L. pittawayi Larsen, 1983
- L. plebeia (Butler, 1898)
- L. polydialecta (Bethune-Baker, 1922)
- L. poseidon Pringle, 1987
- L. praeterita Swanepoel, 1962
- L. pringlei Dickson, 1982
- L. procera (Trimen, 1893)
- L. pterou (Bethune-Baker, 1923)
- L. puncticilia (Trimen, 1883)
- L. quassi (Karsch, 1895)
- L. quickelbergei Swanepoel, 1969
- L. reichenowi (Dewitz, 1879)
- L. rhodesensae (Bethune-Baker, 1923)
- L. ringa Tite, 1959
- L. robertsoni Cottrell, 1965
- L. rossouwi Henning & Henning, 1994
- L. ruthica Pennington, 1953
- L. skotios (Druce, 1905)
- L. solwezii (Bethune-Baker, 1923)
- L. southeyae Pennington, 1967
- L. stormsi (Robbe, 1892)
- L. subvariegata Talbot, 1935
- L. swanepoeli (Pennington, 1948)
- L. swartbergensis Swanepoel, 1969
- L. synchrematiza (Bethune-Baker, 1923)
- L. tantalus (Trimen, 1887)
- L. titei Dickson, 1976
- L. trimeni (Bethune-Baker, 1923)
- L. turlini Stempffer, 1972
- L. vansoni (Swanepoel, 1949)
- L. variabilis Cottrell, 1965
- L. vera Tite, 1961
- L. victori Pringle, 1984
- L. victoriae (Karsch, 1895)
- L. violetta (Pinhey, 1945)
- L. wykehami Tite, 1964